# 朱振瀛
朱振瀛（?—?），江蘇省宜興縣人，清朝政治人物、進士出身。
光緒三十年，會試第91名；殿試登進士二甲43名，后授以主事分部學習。	